# مجموعه خورمیز بالا
مجموعه خورمیز بالا مربوط به دوره صفوی است و در شهرستان مهریز، روستای خورمیز علیا واقع شده و این اثر در تاریخ ۱۲ بهمن ۱۳۸۱ با شمارهٔ ثبت ۷۲۲۱ به‌عنوان یکی از آثار ملی ایران به ثبت رسیده است.